# Weiden in der Oberpfalz
Pour les articles homonymes, voir Ademo.
Weiden in der Oberpfalz (abrégé en : Weiden i.d.OPf.) est une ville allemande de Bavière. Il s'agit d'une ville-arrondissement du district du Haut-Palatinat. La ville se situe à 100 km à l'est de Nuremberg et à 35 km à l'ouest de la frontière avec la République tchèque. Elle est le chef-lieu de la moitié nord du Haut-Palatinat et est rattachée à la région métropolitaine de Nuremberg.

## Géographie

### Espaces naturels

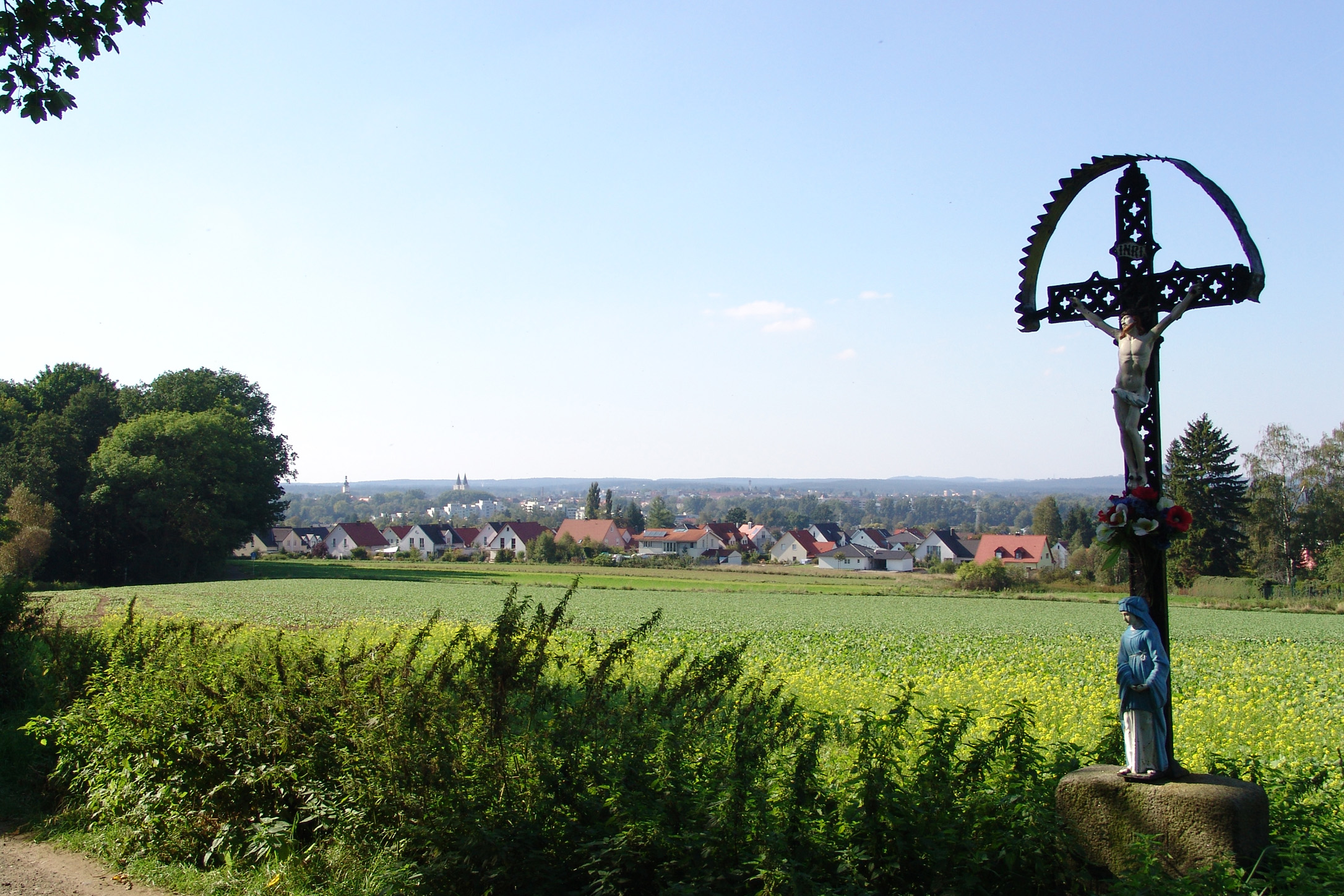
Calvaire à Weiden.

Weiden in der Oberpfalz se trouve à la jonction des collines du Haut-Palatinat et des contreforts de la forêt du Haut-Palatinat. Ces espaces verts se prolongent jusqu'en zone urbaine avec d'une part la clairière de Mantel et la forêt d'Altenstädt, d'autre part la colline du Fischerberg. Le paysage se confond à l'ouest avec celui de la vallée de la Waldnaab, encaissée entre les collines couvertes de sapins de la faille du Haut-Palatinat (appelées Deckgebirge) et à l'est avec le relief tourmenté du socle cristallin ancien. Les prairies humides de la Waldnaab forment une coulée verte naturelle s'étendant du nord au sud et traversant la ville. La ville se trouve au cœur du parc naturel du Nord de la Forêt du Haut-Palatinat, et elle est le point de départ de plusieurs itinéraires à travers ce paysage varié.
Weiden possède huit zones naturelles et un géotope.

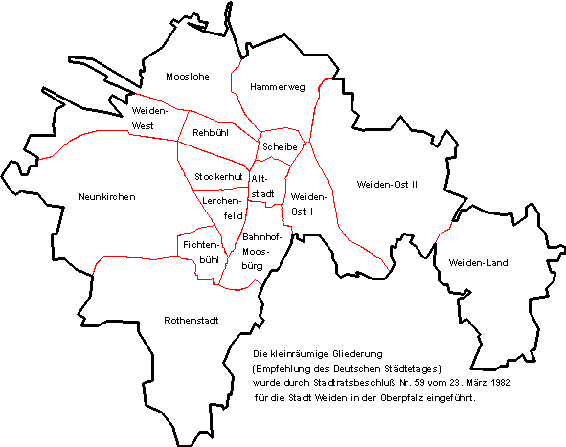
Localisation de Weiden.

### Communes voisines
La ville-arrondissement de Weiden entoure au Nord l’arrondissement de Neustadt an der Waldnaab et son chef-lieu homonyme. Du côté de la frontière, on trouve les communes d'Altenstadt an der Waldnaab, de Störnstein,  de Schirmitz, de Theisseil, de Vohenstrauß, de Pirk, de Bechtsrieth, de Luhe-Wildenau, d’Etzenricht, de Weiherhammer, de Mantel et de Parkstein.

### Démographie
| Année                             | Habitants |
| --------------------------------- | --------- |
| 1531                              | 2 220     |
| 1900                              | 9 959     |
| 1910, 1er décembre (recensement)  | 14 921    |
| 1939, 17 mai (recensement)        | 28 477    |
| 1950, 13 septembre (recensement)  | 37 715    |
| 1961, 6 juin (recensement)        | 41 711    |
| 1970, 27 mai (recensement)        | 42 302    |
| 1987, 25 mai (recensement)        | 42 100    |
| 2011, 9 mai (recensement de 2011) | 41 746    |

| Année             | Habitants |
| ----------------- | --------- |
| 2001, 31 décembre | 43 071    |
| 2002, 31 décembre | 42 821    |
| 2003, 31 décembre | 42 684    |
| 2004, 31 décembre | 42 775    |
| 2005, 31 décembre | 42 672    |
| 2006, 31 décembre | 42 496    |
| 2007, 31 décembre | 42 445    |
| 2008, 31 décembre | 42 219    |
| 2009, 31 décembre | 42 058    |
| 2010, 31 décembre | 41 961    |
| 2011, 31 décembre | 41 734    |
| 2012, 31 décembre | 41 684    |
| 2013, 31 décembre | 41 726    |
| 2014, 31 décembre | 41 817    |

## Histoire
| Appartenances historiques Duché de Bavière 907–1255 Duché de Haute-Bavière 1255–1353 Duché de Bavière-Landshut 1353-1392 Duché de Bavière-Ingolstadt 1392-1447 Duché de Bavière-Landshut 1447-1505 Duché de Palatinat-Neubourg 1505–1559 Palatinat-Deux-Ponts 1559-1569 Duché de Palatinat-Soulzbach 1569–1742 Palatinat du Rhin 1742-1777 Électorat de Bavière 1777–1806 Royaume de Bavière 1806–1918 République de Weimar 1918–1933 Reich allemand 1933–1945 Allemagne occupée 1945–1949 Allemagne 1949–présent |

La ville doit son nom, soit à l’abondance de saules (<* vieux haut-allemand wida, Moyen bas allemand wide), soit à l’existence d'une pâture (vieux haut-allemand weida, moyen haut-allemandh weitha). Dans le dialecte local, on  ne dit pas Weiden, mais plutôt d’ Wei’n ; « <originaire> de Weiden » se dit aus der Wei’n, et pour dire que l'on va à Weiden, on ne dit pas nach Weiden mais in d’ Wei’n.
Le toponyme (latin apud Weithaa) est attesté pour la première fois en 1241 dans un testament réciproque liant le roi Conrad IV aux seigneurs de Vohburgern, margraves de Nordgau ; on suppose toutefois qu'il y avait un village à cet endroit dès l'an mil. Situé au carrefour de deux grandes routes de commerce, la Route de l'Or allant d'est en ouest, et la route de Magdebourg dirigée du sud au nord, Weiden s'est rapidement imposée comme un comptoir important. Depuis le XVe siècle, elle est le siège de l'une des sept juridictions de la communauté de Parkstein-Weiden, où le juge régional de Parkstein assisté de douze jurés exerçait la haute et basse justice. En 1531, Weiden in der Oberpfalz comptait 2 200 habitants. Deux incendies, puis les affres de la guerre de Trente Ans et les épidémies de peste laissèrent la ville désolée, et elle ne retrouva sa prospérité passée qu'à partir de la fin du XVIIIe siècle. En 1714, la ville appartenait en totalité au duché de Palatinat-Soulzbach, puis en 1777 elle se trouva rattachée à l’Électorat de Bavière. Mais l'essor industriel de la ville ne s'est véritablement amorcé qu'en 1863, avec l'arrivée du chemin de fer. L'arrivée de grandes verreries et de manufactures de porcelaine assura la croissance démographique, et en 1900 Weiden franchissait la barre des 10 000 habitants.
À l'ouest de la ville, à côté d'une caserne de la Wehrmacht, il y eut pendant la Deuxième Guerre mondiale un camp de prisonniers, le Stalag XIIIB. Les prisonniers de guerre français et soviétiques, et les travailleurs de force morts dans ce camp entre 1940 et 1945 ont été inhumés dans une fosse commune du cimetière municipal, rue du Gabelsberg.
Entre 1945 et 1955, la population a bondi à plus de 40 000 habitants grâce à l'afflux de réfugiés et d'expulsés des anciens territoires prussiens. Weiden a conservé cette population, en développant son économie et ses infrastructures. Depuis la fin des années 1980, elle a bénéficié de la réunification allemande et de l'ouverture des frontières avec la République Tchèque, qui l'a soulagée de sa position marginale.

## Monuments

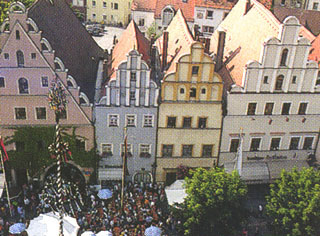
La place du marché (Marktplatz).

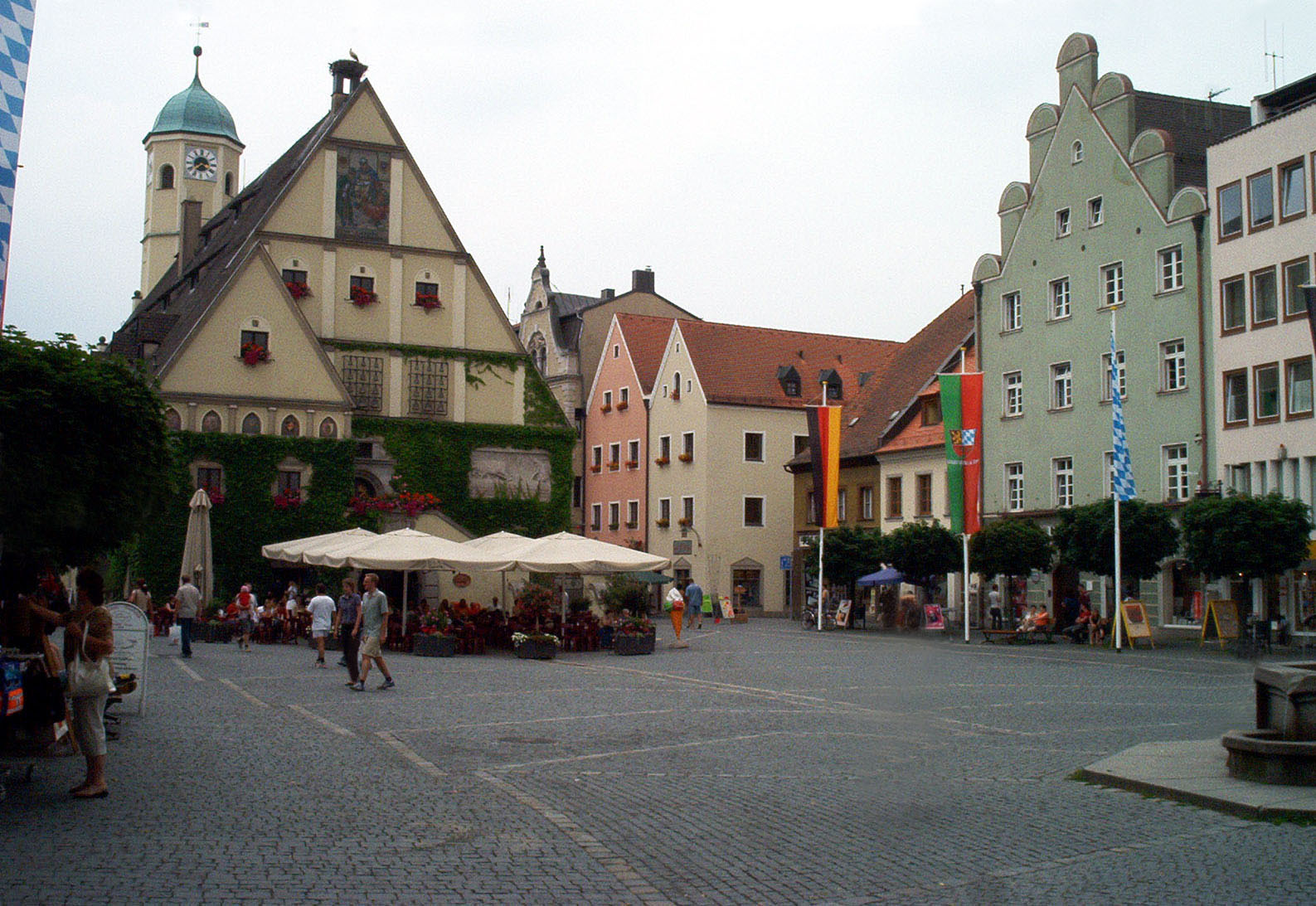
L’ancien hôtel de ville et l’Oberer Markt.

### La place du marché
La place du marché et l’ancien hôtel de ville se trouvent entre la porte haute et la porte basse. L’ancien hôtel de ville sépare l’Oberer Markt et ses maisons à pignons de la seconde moitié du XVIe siècle, de l’Unterer Markt, où se tiennent les quatre grandes foires annuelles, vivaces depuis 1396, ainsi que les marchés hebdomadaires du mercredi et du samedi. Plusieurs maisons présentent une ornementation de style Renaissance.

### L’ancien hôtel de ville
L’ancien hôtel de ville a été construit entre 1539 et 1545 par l'architecte Hans Nopl, le maître-menuisier Hans Stieber et le maître maçon Andreas Falk. Il a été déplacé entre 1914 et 1917. Son campanile a été offert à la municipalité en 1983. Depuis 1981, le rez-de-chaussée de l’hôtel de ville est occupé par des boutiques comme autrefois. Le plafond à poutres apparentes de la grande salle du conseil est un chef-d’œuvre de charpente du XVIe siècle. Naguère, l’hôtel de ville n'était pas seulement une administration, mais aussi le centre d'affaires de la ville. On y organisait aussi des représentations théâtrales et des bals. Aujourd'hui, le conseil municipal ne s'y retrouve qu'une fois l'an. On peut y célébrer les mariages ou certaines manifestations privées.

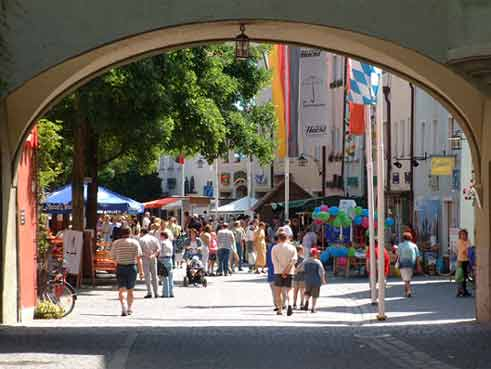
La Haute Porte, entrée ouest du centre-ville historique.

### La Haute Porte
On accède au centre historique de la ville par le complexe moderne Anker et la Haute Porte. Cette porte de ville possédait jusqu'en  1840 un mur en retour en demi-cercle, appelé la Rondelle, et flanqué de deux tours circulaires. La porte et sa couverture mansardée a été abattue en 1911 pour élargir la rue et reconstruite avec des formes simplifiées. À gauche de cette porte, le visiteur tombe sur la masse imposante de la Veste Haus, bailliage de la seigneurie de Parkstein-Weiden. Le comte palatin Frédéric de Parkstein résida dans ce bâtiment de 1585 à 1593 ; ses deux parentes, les princesses von Liegnitz, sont inhumées dans le cimetière luthérien de la paroisse Saint-Michel.

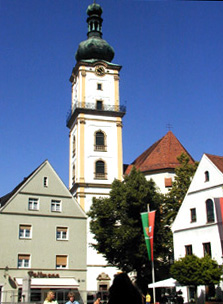
Le temple Saint-Michel.

### Le temple protestant Saint-Michel
Le temple protestant Saint-Michel a aujourd'hui l'aspect d'une église baroque. Lorsque l’église de 1280, de style gothique primitif, disparut en 1396 dans un incendie, on construisit une nouvelle église gothique à triple nef, achevée en 1448, et dont les collatéraux empiétèrent sur le cimetière d'alors. Puis à la suite des incendies de 1536 et de 1540, l’église a reçu une nouvelle arcature en 1561, puis a été entièrement modifiée comme un édifice baroque en 1627 dans le cadre de la Contre-Réforme. De 1653 à 1900 l’église Saint-Michel a servi de lieu de culte aux deux confessions chrétiennes à la fois. Il a fallu reconstruire son clocher en 1761 après un effondrement en 1759. Le chancel a été aménagé en 1787 et sert d'écrin la statue de l'archange Saint-Michel. Les bancs sont ornés de somptueuses moulures de style rococo. Le bas-relief de l'autel Christi Geburt est une œuvre du peintre de cour Johann Karl de Sulzbach. Les grandes orgues de Max Reger ont été jouées pour la première fois en 1900 dans ce temple. En 2000, la congrégation décida de remplacer les orgues Walcker de 1967 (41 registres) par un instrument neuf. Les nouvelles orgues à 53 registres, de style romantique allemand, fabriquées par la Sté Weimbs de Hellenthal, ont été inaugurées le 4 mars 2007.

### La Vieille École (Altes Schulhaus)
Le centre culturel Hans Bauer, installé dans la Vieille École, abrite le musée et les archives municipales, la salle Max-Reger, la Galerie d’État (de Bavière)  et le musée patrimonial Tachau, où sont exposés des souvenirs du jumelage avec la ville de Tachau en Bohême. Cet édifice était à l'origine une cense construite en 1529 par les tisserands de Weiden. L'incendie de 1536 la détruisit entièrement. Reconstruite en 1565, elle accueillit l'école d'allemand et l'école de latin, d'où son appellation courante d’Altes Schulhaus. Le bâtiment a été entièrement réhabilité entre 1975 et 1979 .

### La Porte Basse

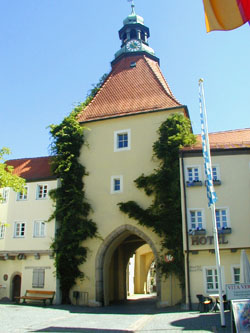
La Porte Basse

Par la Porte Basse et le guet (qui a pris sa forme actuelle après un décret municipal de 1635), on accédait à la Schlörplatz. La rue piétonne a été aménagée en 1955 après la ruine de la porte renaissance par un char américain. Actuellement la Porte Basse est le siège de l'association religieuse de jeunes Marianische Kongregation (MC), affiliée à la J-GCL.

### L'église Saint-Joseph
L’église catholique Saint-Joseph a été construite en 1900-01 en l'espace de moins de 18 mois. C'est la plus grande église catholique du diocèse de Ratisbonne construite depuis le Moyen Âge.

### Les remparts
Un simple coup d’œil à la Promenade Kurt-Schumacher et au nouvel hôtel de ville depuis le ruisseau de Stadtbach suffit pour apercevoir l'angle sud-ouest des anciennes fortifications, la contrescarpe, le bastion d'angle et la demi-tour. On n'a pu déterminer à partir de quelle date Weiden a été fortifiée. Un acte de 1347 de l’empereur Charles IV nous apprend que les burgraves de Nuremberg devaient munir de remparts ou renforcer les murailles de Floß et de Parkstein ainsi que le « marché de Weiden ». C'est donc sans doute plus tard que Weiden bénéficia de ses premières fortifications, mais il préexistait sans doute un palissade renforcée de tours.

### L'église Saint-Sébastien

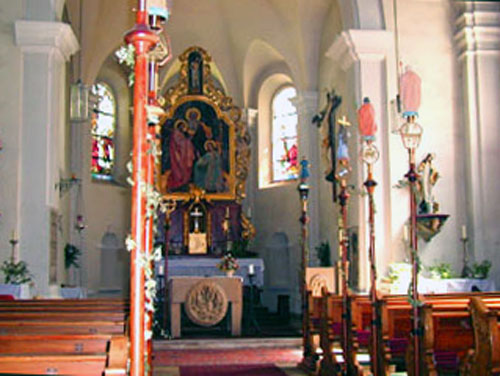
L'église Saint-Sébastien

Un oratoire avait été construit à cet endroit en 1486. Détruite par les intempéries et les guerres, cette chapelle a été reconstruite en 1692 et consacrée à comme église à Saint-Sébastien en 1697. Le chœur ouest abrite la stèle funéraire, de style Renaissance, des filles jumelles du comte palatin Frédéric de Parkstein, décédées à Weiden en 1590. Outre la magnifique grille en fer forgé sous les tribunes, on peut y admirer une reproduction de la statue de la chapelle Sainte-Staude consacrée en 1792 à la Sainte Vierge.

### La tour du cadastre
La tour du cadastre (Flurerturm) est l’ultime vestige de la seconde enceinte, qui enfermait la ville en 1575. À cette époque, les remparts comptaient quatre portes fortifiées et deux tours rondes (Rossturm et Flurerturm). L'ingénieur des fortifications était un certain Maître Reicholt. Lorsqu'en 1634 la ville fut assiégée et qu'il fallut établir un glacis,  on rasa cette enceinte extérieure. Seule la « tour du cadastre » a été reconstruite en 1694 : elle doit son nom au fait qu'elle abritait les bureaux du géomètre local (elle s'appelait jusque-là la Karlsturm). Elle héberge aujourd'hui la police de proximité de Weiden.

### Le parc Max-Reger

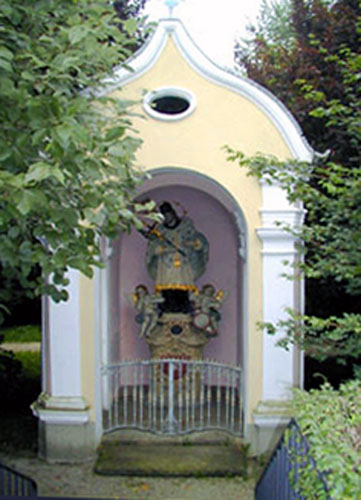
La chapelle du frère saint Jean-Népomucène.

L'entrée du parc Max-Reger est occupée par la chapelle saint-Népomucène. Cette chapelle du frère saint Jean-Népomucène a été érigée entre 1738 et 1756 à la suite d'un vœu prononcé par le maréchal Fellner von Feldeck. La statue en grès de saint Jean-Népomucène est l'œuvre du sculpteur Johann Franz Dult de Nabburg. Le monument dédié à Max-Reger, réalisé en 1957 par le sculpteur local Josef Gollwitzer, se trouve au centre du parc : c'est un grand bloc de granite, d'où partent des tuyaux d'orgue ; le compositeur a passé son enfance à Weiden entre 1874 et 1901. Le parc s'orne aussi d'une fontaine au Triton, exécutée en 1953 par le même artiste. Une manifestation musicale, les Weidener Sommerserenaden, se tient chaque été dans le parc Max-Reger.

### Les musées

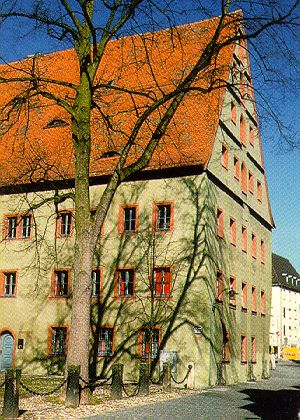
La vieille école abrite le musée municipal.

- Musée de la céramique de Weiden, partenaire de la Neue Sammlung de Munich
- Musée municipal dans le Centre culturel Hans Bauer, où la tradition situe une ancienne école. En effet, au XVIe siècle,  on y enseignait aussi bien l'allemand que le latin. Aujourd'hui, avec le Stadtmuseum et la galerie Max-Reger, la Galerie im Alten Schulhaus présente en alternance les toiles d'artistes du pays. Ce bâtiment héberge aussi les archives municipales.
- Le musée patrimonial de Tachau au centre culturel
- Le musée du train de l'Association du Modélisme de Weiden e. V.
- La galerie Hammer-Herzer

### Administrations

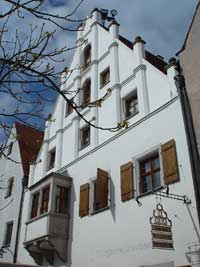
La Maison du Bourgmestre dans l’Unterer Markt;. Les émetteurs de radio Ramasuri se trouvent au 1er étage.

- Service bavarois de l'Agriculture et de Sylviculture de Weiden
- Commissariat de Weiden
- Bundeswehr
  - Caserne Ostmark
    - 3e bataillon d'artillerie balistique 132, depuis 2014 « bataillon d'artillerie 131 » (reconstitué à partir du bataillon d'observation n°131 de l'artillerie blindée de Mühlhausen en Thuringe)
    - Compagnie de recrues n°122 (ex-5e et 12e bataillons de Panzergrenadier d’Oberviechtach)
    - Section S 9 d'Interprétariat de l’armée

  - Police militaire de Weiden
- Central téléphonique de la Sécurité civile du Haut-Palatinat Nord
- clinique de Nordoberpfalz AG, clinique de Weiden
- Inspection de la Police de Weiden
- Douanes de Weiden

## Économie et infrastructures

### Économie
Aujourd’hui, Weiden-ville compte 42 000 habitants sur une superficie de 70,5 km2. Weiden in der Oberpfalz n'a jamais été une véritable ville industrielle : ainsi, au cours des années 2000, un tiers seulement des 30 000 salariés travaillaient dans l’industrie, et deux-tiers dans le secteur tertiaire. Depuis les années 1990, l'industrie et le commerce y ont connu des mutations importantes : organisés autour des verreries et de la céramique, ils se sont diversifiés par l'accueil de constructions automobiles, d'industrie de transformation et de microélectronique ; mais des entreprises comme le fabricant de sanitaires Bauscher, les couverts en porcelaine Seltmann et les cristalleries Nachtmann continuent d'être les gros employeurs locaux.
Au sein du bassin économique Haut-Palatinat-Nord, Weiden occupe une place dominante. Le PIB par habitant était en 1990 de 30 673 euros-équivalents , et en 2008 de 48 397 euros ce qui représente une croissance de plus de 57,8 %. Le secteur des loisirs, l'enseignement et les services de ventes emploient quant à eux plus de 300 000 salariés dans la région. Weiden est la capitale culturelle et économique du nord du Haut-Palatinat.
Dans le cadre du plan bavarois de développement économique, Weiden est le chef-lieu du commerce et des services de la région Haut-Palatinat-Nord, avec le service de vente par correspondance Witt Weiden, le fabricant de sanitaires Bauscher Weiden et les couverts Seltmann Weiden. Weiden est également le siège social de l'équipementier automobile Auto-Teile-Unger et de deux boulangeries industrielles. Deutsche Post AG y a installé sont centre de philatélie.
Une restructuration industrielle se profile avec le démantèlement des cristalleries et des manufactures de porcelaine, qui font grimper le taux de chômage.

### Administrations
- Service bavarois de l'Agriculture et de Sylviculture de Weiden
- Commissariat de Weiden
- Bundeswehr
  - Caserne Ostmark
    - 3e bataillon d'artillerie balistique 132, depuis 2014 « bataillon d'artillerie 131 » (reconstitué à partir du bataillon d'observation n°131 de l'artillerie blindée de Mühlhausen en Thuringe)
    - Compagnie de recrues n°122 (ex-5e et 12e bataillons de Panzergrenadier d’Oberviechtach)
    - Section S 9 d'interprétariat des armées

  - Police militaire de Weiden
- Central téléphonique de la Sécurité civile du Haut-Palatinat Nord
- clinique de Nordoberpfalz AG, clinique de Weiden
- Inspection de la Police de Weiden
- Douanes de Weiden

### Transports
- Autoroutes:
  - : ( Dresde – Chemnitz) − échangeur de Haute-Franconie – Hof – Weiden – Schwandorf – Ratisbonne – Wolnzach/échangeur de Holledau; via l' vers Munich.

- Routes fédérales :
  -  : Wurtzbourg – Bayreuth – Weiden – Cham

  - verweis=Bundesstraße 470 : Bad Windsheim – Forchheim – Auerbach in der Oberpfalz – Weiden

Jusqu’à la construction de l’autoroute et le reclassement du tronçon entre Altenstadt et Schwandorf en voie d'arrondissement, la Bundesstraße 15 (Hof – Schwandorf – Ratisbonne – Rosenheim) constituait la principale liaison routière avec Ratisbonne desservant Weiden.

## Jumelages
| Ville | Ville                | Pays | Pays      | Période     |
| ----- | -------------------- | ---- | --------- | ----------- |
|       | Annaberg-Buchholz    |      | Allemagne | depuis 1990 |
|       | Issy-les-Moulineaux, |      | France    | depuis 1962 |
|       | Macerata             |      | Italie    | depuis 1963 |
|       | Marienbad            |      | Tchéquie  | depuis 2008 |
|       | Weiden am See        |      | Autriche  | depuis 1969 |

Weiden in der Oberpfalz est aussi jumelée avec la garnison de l'U.S. Army de Bavière (en) depuis 2008.
Weiden in der Oberpfalz, Issy-les-Moulineaux et Macerata constituent un cas de jumelage tripartite.

## Personnalités
- Erhard Weigel (1625–1699), philosophe et mathématicien
- Franz Ferdinand von Rummel (1644–1716), prince-évêque de l’évêché de Vienne (1706–1716)
- Eduard Zintl (1898–1941), chimiste et universitaire
- Otto Ambros (1901–1990), chimiste et criminel de guerre
- Martin Gottfried Weiss (1905–1946), dernier commandant du camp de Dachau et criminel de guerre
- Elisabeth Schärtel (1919–2012), contralto
- Hermann Schätzler (1923–2009), peintre
- Marga Schiml (née en 1945), cantatrice
- Horst Eckert (né en 1959), auteur de romans policiers
- Max Reger (1873–1916), compositeur et organiste, qui a grandi à Weiden.